# Time II (Wintersunov album)
Time II četvrti je studijski album finskog metal-sastava Wintersun. Diskografska kuća Nuclear Blast objavila ga je 30. kolovoza 2024.

## O albumu
Time I i Time II u početku su trebali biti objavljeni kao jedan album pod imenom Time. Kad je u svibnju 2006. počelo snimanje uratka, frontmen Jari Mäenpää izjavio je da će uradak trajati više od 65 minuta i da je posrijedi konceptualni album. Dodao je da svaka pjesma sadrži dvjestotinjak zasebnih snimki.
Dana 27. veljače 2009. Mäenpää je na službenim stranicama sastava izjavio da Wintersun otkazuje sve planirane koncerte, među kojima su bili nastupi na festivalima Bloodstock Open Air i Summer Breeze, kako bi nastavio raditi na albumu. Dana 26. travnja 2010. izjavio je da je dovršio pjesmu „Land of Snow and Sorrow” te da će skladbe „Storm” i „Silver Leaves” uskoro biti gotove. U studenome te godine članovi sastava izjavili su da je album gotovo dovršen te da bi sintesajzerski i orkestarski dijelovi trebali biti gotovi do prosinca 2010. ili siječnja 2011., nakon čega bi uslijedilo miksanje.
Na Božić 2010. Mäenpää je komentirao da je skladba „Silver Leaves” uglavnom dovršena i da joj samo nedostaju određeni orkestarski dijelovi. Dan poslije izjavio je da su tri pjesme gotove i spremne za miksanje, a da četirima pjesmama nedostaju određeni dijelovi. U ožujku 2011. spomenuo je da je miksanje odgođeno najmanje do kraja ljeta zbog raznih problema kao što su nedostatak dodataka za radnu stanicu za obradu digitalnoga zvuka i buka zbog građevinskih radova. Godinu dana poslije izjavio je da će Time uskoro biti gotov i da će ga objaviti krajem ljeta te godine.
Skupina je naposljetku izjavila da je odlučila podijeliti Time na dva uratka – Time I i Time II. Time I objavljen je 19. listopada 2012. u dijelu Europe te tri dana poslije u ostatku Europe i u Sjevernoj Americi.
Rad na albumu Time II odužio se za više od jednog desetljeća; sastav je 12. siječnja 2024. na društvenim mrežama izjavio da je uradak „100 % dovršen”. Tri dana poslije rekao je da će biti pušten u prodaju „krajem ljeta 2024. ili najkasnije početkom jeseni”. Početkom veljače sastav je predstavio omot albuma i popis pjesama na albumu, a krajem tog mjeseca izjavio je da će ga izdati 30. kolovoza.
U ožujku te godine počele su prednarudžbe za digitalnu inačicu albuma na Indiegogu, platformi za skupno financiranje; skupina je izjavila da će sav prihod uložiti u izgradnju kvalitetnijeg studija za snimanje budućih uradaka.

## Popis pjesama
Tekstovi i glazba: Jari Mäenpää. 
| 1.    | »Fields of Snow« (instrumentalna skladba) | 4:05  |
| 2.    | »The Way of the Fire«                     | 10:08 |
| 3.    | »One with the Shadows«                    | 6:18  |
| 4.    | »Ominous Clouds« (instrumentalna skladba) | 2:21  |
| 5.    | »Storm«                                   | 12:15 |
| 6.    | »Silver Leaves«                           | 13:30 |
| 48:40 |                                           |       |

## Recenzije
| Recenzije               | Recenzije |
| Izvor                   | Ocjena    |
| ----------------------- | --------- |
| Blabbermouth.net        | 8/10      |
| Distorted Sound         | 8/10      |
| Metal.de                | 9/10      |
| Metal Hammer (Njemačka) | 5/7       |

Dobio je uglavnom pozitivne kritike. Metal.de dao mu je devet bodova od njih deset napisavši da je „bolji od prve polovice, prilično je slojevit i naoko je bez mane”, ali i istaknuvši da ipak „ne može dosegnuti kultni status” debitantskog albuma. U recenziji za Blabbermouth.net Dom Lawson napisao je da su glazbene vještine članova skupine na albumu „očekivano zadivljujuće” te mu je dao osam bodova od njih deset.
Distorted Sound komentirao je da je „prikladno buran i vrtoglav, živahan i užurban”, ali i da na uratku ima mnogo „prelijepih trenutaka”. Dao mu je osam bodova od deset. Njemačka inačica časopisa Metal Hammer dala mu je pet bodova od njih sedam napisavši da je skupina „postavila nove standarde za simfonijski metal” te da je „sve odradila kako valja”.

## Zasluge
| Wintersun - Jari Mäenpää – vokal, gitara; produkcija; produkcija bubnjeva, bas-gitare i gitare; miksanje, mastering - Teemu Mäntysaari – gitara; produkcija gitare - Jukka Koskinen – bas-gitara; produkcija bas-gitare - Kai Hahto – bubnjevi; produkcija bubnjeva | Ostalo osoblje - Nino Laurenne – produkcija bubnjeva - Cameron Gray – omot albuma - Gyula Havancsák – dizajn - Onni Wiljami Kinnunen – fotografija |

## Ljestvice
| Ljestvica                                           | Najviša pozicija |
| --------------------------------------------------- | ---------------- |
| Austrija                                            | 9.               |
| Finska                                              | 1.               |
| Njemačka                                            | 11.              |
| Škotska                                             | 51.              |
| Švicarska                                           | 8.               |
| Ujedinjeno Kraljevstvo (Independent Album Breakers) | 5.               |
| Ujedinjeno Kraljevstvo (Independent Albums)         | 17.              |
| Ujedinjeno Kraljevstvo (Physical Albums)            | 48.              |
| Ujedinjeno Kraljevstvo (Rock & Metal Albums)        | 3.               |